# Dominik Tomczyk
Dominik Tomczyk (ur. 15 kwietnia 1974 we Wrocławiu) – polski koszykarz, występujący na pozycjach niskiego lub silnego skrzydłowego, reprezentant kraju, po zakończeniu kariery zawodniczej trener koszykówki, obecnie trener I-ligowej Pogoni Prudnik.
Karierę rozpoczynał w 1990 w drużynie Gwardii Wrocław. Występował w niej przez cztery lata, zdobywając w tym czasie srebrny i brązowy medal mistrzostw Polski. W 1994 przeniósł się do Śląska Wrocław, będąc jednym z najskuteczniejszych zawodników drużyny. W 1996 zdobył ze Śląskiem mistrzostwo Polski, został także wybrany do meczu gwiazd polskiej ligi. Po zakończeniu sezonu 1996/1997 wraz z reprezentacją Polski zajął siódme miejsce w mistrzostwach Europy w Barcelonie.
Po mistrzostwach podpisał kontrakt z drużyną Pekaes Pruszków. Od tego czasu Tomczyka prześladowały kontuzje. Po sezonie 1999/2000 powrócił do drużyny Śląska Wrocław. W 2004 z powodu kontuzji kolana rozwiązano z nim kontrakt. Po paru miesiącach rozegrał kilka spotkań w barwach Turowa Zgorzelec. Od sezonu 2005/2006 ponownie reprezentuje barwy wrocławskiego zespołu. W sezonie 2007/2008 notował średnio 8,4 pkt. (62% za 2 pkt., 40% za 3 pkt., 75% za 1 pkt), 3,7 zbiórki i 0,9 asysty na mecz. W sierpniu 2008 ogłosił zakończenie swojej kariery sportowej.
Wystąpił gościnnie, razem z Tyrice'm Walkerem w 28. odcinku serialu 13 posterunek 2.
Został pierwszym zawodnikiem w historii PLK, który zdobył tytuły MVP sezonu regularnego oraz finałów ligi.

## Osiągnięcia
Na podstawie, o ile nie zaznaczono inaczej.

### Zawodnicze
Drużynowe
- trzykrotny mistrz Polski (1996, 2001-2002)
- trzykrotny wicemistrz Polski (1992, 1998, 2004)
- 5-krotny brązowy medalista mistrzostw Polski (1993, 2000, 2003, 2007-2008)
- Zdobywca:
  - Superpucharu Polski (2000)
  - Pucharu Polski (1997–1999, 2004)
- Finalista:
  - Pucharu Polski (1992, 2000, 2008)
  - Superpucharu Polski (1999, 2001)
- Uczestnik rozgrywek:
  - Euroligi (2002–2004)
  - Suproligi (2001)
  - Pucharu ULEB (2008)

Indywidualne
- MVP:
  - finałów PLK wspólnie z Adamem Wójcikiem (1998)
  - sezonu regularnego PLK (1996, 2002)
- Najlepszy rezerwowy PLK (2002 według Gazety)[3]
- Wielokrotnie zaliczany do I składu najlepszych zawodników polskiej ligi (1994, 1996–1998, 2002–2003)
- Lider sezonu regularnego PLK w skuteczności rzutów za 3 punkty (2004)[4]
- Uczestnik: 
  - spotkania reprezentacja Polski – gwiazdy PLK (1997 – Ruda Śląska, 1997 – Sopot, 2000, 2004)
  - meczu gwiazd PLK (1994, 1995, 1996, 1998, 1999, 2003 – nie wystąpił)
  - konkursu wsadów PLK (1994, 1995)

Reprezentacja
- Uczestnik mistrzostw Europy:
  - 1997 – 7. miejsce
  - U–18 (1992 – 9. miejsce)
  - U–22 (1992 – 11. miejsce)
  - eliminacji do:
    - Eurobasketu:
      - U–22 (1996)
      - (1995, 1999, 2001, 2003)

    - igrzysk olimpijskich (1992)
- Zaliczony do I składu Eurobasketu (1997)

### Trenerskie
Drużynowe
- Wicemistrzostwo Polski juniorów starszych (2016 – asystent)

Indywidualne
- Trener roku grupy D II ligi (2017, 2019)[5][6]